# Comuna Dniprovka, Vilneansk
Dniprovka (în ucraineană Дніпровка) este o comună în raionul Vilneansk, regiunea Zaporijjea, Ucraina, formată din satele Ceapaievka, Dniprovka (reședința), Iasînuvate, Orlivske, Perun și Petro-Svîstunove.

## Demografie
Componența lingvistică a comunei Dniprovka
     Ucraineană (86,25%)
     Rusă (13,58%)
     Alte limbi (0,08%)
Conform recensământului din 2001, majoritatea populației comunei Dniprovka era vorbitoare de ucraineană (86,25%), existând în minoritate și vorbitori de rusă (13,58%).